# Trebartha
Trebartha – osada w Anglii, w hrabstwie ceremonialnym Kornwalii, w dystrykcie (unitary authority) Kornwalia, w civil parish North Hill. Leży 10 km od miasta Launceston. Trebartha jest wspomniana w Domesday Book (1086) jako Tribertha/Tribertan.